# Marina Guerrini
Marina Guerrini (* 1. April 1986 in Zürich) ist eine Schweizer Schauspielerin.

## Werdegang
Guerrini wuchs in Zürich auf. Im Jahr 2000 gewann sie am Spiez Festival den Preis der besten Hauptdarstellerin für ihre Rolle im Film Summertime der Regisseurin Anna Luif.
Im Jahr 2006 schloss sie mit dem Kunstgymnasium Liceo Artistico ab, studierte danach von 2007 bis 2010 an der Filmschauspielschule EFAS und absolvierte später ein Studium der Philosophie an der Universität Bologna.
Guerrini spielte in Kinofilmen wie Jeune Homme von Christoph Schaub, Ferienfieber mit Beat Schlatter und Little Girl Blue, ebenfalls von Anna Luif, mit. 
Von 2012 bis 2015 studierte sie an der Zürcher Hochschule der Künste (ZHdK) den Studiengang Film & Drehbuch. Bislang hat sie an vier Drehbüchern mitgeschrieben.
Marina Guerrini lebt in Zürich.

## Filmografie

### Spielfilme
- 2003: Little Girl Blue
- 2003: Dario M.
- 2004: Ferienfieber
- 2005: Jeune Homme
- 2010: Madly in Love
- 2013: 20 Regeln für Sylvie
- 2015: Der Frosch
- 2016: Strangers
- 2016: Vakuum
- 2016: Di chli Häx
- 2017: Ü 30
- 2018: Die kleine Hexe
- 2019: Die fruchtbaren Jahre sind vorbei
- 2024: Behind the glass

### Fernsehserien
- 2020: Nr. 47 (3. Staffel)
- 2023: Neumatt (3. Staffel)

### Kurzfilme (Auswahl)
- 2000: Summertime
- 2012: Venture
- 2012: Zehn Minuten Mittag / ZHdK
- 2012: Heiligabend / ZHdK
- 2013: Einbruch
- 2013: Am Ende des Sommers